# Boonville (Missouri)
Boonville è una città degli Stati Uniti d'America, capoluogo della contea di Cooper, nello Stato del Missouri. In base al censimento del 2000, la città aveva 8 202 abitanti. L'area cittadina si estende su una superficie di 19 km², con una densità media di 1 190,8 abitanti per km² (2000).
Qui nacque il cestista Jerry Fowler.